# Welzijnsstichting voor doven
In de jaren 70 van de 20e eeuw werden in heel Nederland diverse regionale welzijnsstichtingen voor doven opgericht om sociale contacten tussen doven te versterken (contact tussen lotgenoten) en hun belangen te behartigen. De oudste nog bestaande welzijnsstichting is de Groningse Clubhuis voor Doven.
Een deel van de leerlingen die speciaal onderwijs voor doven hebben gevolgd zoeken elkaar na de leerplichtige leeftijd nog actief op. Een aantal van hen heeft zich ingezet, doorgaans op vrijwillige basis, om dit contact binnen georganiseerd verband te laten verlopen. Bijvoorbeeld als bestuurslid van een dergelijke welzijnsstichting.
De behoefte aan dit contact binnen georganiseerd verband komt voort uit de persoonlijke beleving/ervaring van doven dat zij door de maatschappij buitengesloten worden op gebied van cultuur, sociale voorzieningen en recreatie.
Deze stichtingen maakte het eenvoudiger om activiteiten en evenementen te organiseren, zoals sinterklaasfeest, schaakwedstrijden, debatsessies en cursussen. Tal van (bestaande) lokale sport- en vrijetijdsverenigingen voor doven sloten zich aan bij de net opgerichte welzijnsstichting. Guyot, een organisatie die in 1884 opgericht werd en in bepaalde sociale voorzieningen voor doven voorzag, werd een ondervereniging van SWDA. De Algemene Doven Vereniging Twenthe (Enschede), opgericht op 29 oktober 1939, is daarentegen niet (meer) aangesloten bij een stichting.
Voor ouders van dove kinderen en andere geïnteresseerden organiseren een aantal welzijnsstichtingen ook cursussen Nederlandse Gebarentaal en Nederlands met Gebaren.
De welzijnsstichtingen zijn aangesloten bij de landelijke belangenorganisatie Dovenschap. In principe wordt iedere jaar op Werelddovendag een evenement georganiseerd door een van de welzijnsstichtingen met ondersteuning door Dovenschap.
In de periode tussen de opheffing van de Dovenraad en oprichting van NEDO (het latere Dovenschap) hebben de welzijnsstichtingen zich georganiseerd in Federatie Welzijn Doven Nederland (afgekort Feweldoned). Dit overlegorgaan is later in Dovenschap opgegaan.
Van alle welzijnsstichtingen zijn de stichtingen in Zoetermeer, Rotterdam, Groningen en Amsterdam de grootste vier. De nabijheid van een dovenschool in de genoemde steden had daar een grote invloed op: respectievelijk Effatha, Rudolf Mees Instituut, H.D. Guyot en Ammanschool. Sint-Michielgestel vormde hierin een uitzondering.
Van vijf jongerenclubs binnen welzijnsstichting zijn twee jongerenclubs nog actief: in Amsterdam en Groningen.
In Vlaanderen zijn er soortgelijke dovenverenigingen, die vaak als vzw (vereniging zonder winstoogmerk) zijn opgericht. Zij zijn in de regel net als hun Nederlandse tegenhangers aangesloten bij een overkoepelende belangenorganisatie, in dit geval het Vlaamse Fevlado.

## Nederlandse welzijnsstichtingen voor doven
| Welzijnstichting                                                        | Afkorting     | Locatie    | Oprichting / opheffing              |
| ----------------------------------------------------------------------- | ------------- | ---------- | ----------------------------------- |
| Stichting Sociaal Cultureel en Recreatief Centrum voor Doven Gebarenhof | SSCRCvD       | Voorburg   | 27 april 1976                       |
| Stichting Clubhuis voor Doven Groningen                                 | Dovenclubhuis | Groningen  | 1971                                |
| Gelderse Welzijnsstichting Doven                                        | GeWeDo        | Gelderland | 1984                                |
| Dordtse Stichting Welzijn Doven                                         | Dorswedo      | Dordrecht  |                                     |
| Stichting Samenwerkende Utrechtse Dovenorganisaties                     | SUDO          | Utrecht    | 31 oktober 1978                     |
| Stichting Welzijn Doven Amsterdam                                       | SWDA          | Amsterdam  | 15 april 1976                       |
| Stichting Welzijn Doven Drenthe                                         | SWDD          | Drenthe    |                                     |
| Stichting Welzijn Doven Twente                                          | SWDT          | Twente     | 23 november 1987 - 11 maart 2013    |
| Stichting Welzijn Doven Rotterdam                                       | Swedoro       | Rotterdam  | 11 april 1986                       |
| Stichting Welzijn Doven Eindhoven en Omgeving                           | Westeindo     | Eindhoven  | 28 april 1987                       |
| Stichting Welzijn en Zorg Doven Zuid-Holland                            | WeZoDo        | Zoetermeer | 19 november 1981                    |
| Fries centrum voor doven en slechthorenden                              | FCDS          | Leeuwarden | 1980                                |
| Stichting Flevoland Doven                                               | Flevodo       | Almere     | 2003                                |
| Zeeuwse Stichting Welzijn Doven                                         | ZSWD          | Zeeland    |                                     |
| Stichting Welzijn Doven Rijnland                                        | Weldorijn     | Leiden     | 19 december 2001 opgegaan in WeZoDo |
| Provinciale Limburgse Doven Organisatie                                 | PLIDO         | Limburg    | inmiddels opgeheven                 |
| Welzijnsstichting voor Communicatie                                     | WelCom        | Limburg    | 2005                                |